# Eidgenössische Volksinitiative «Gegen Waffenexporte in Bürgerkriegsländer (Korrektur-Initiative)»

Logo der Korrektur-Initiative

Die eidgenössische Volksinitiative «Gegen Waffenexporte in Bürgerkriegsländer (Korrektur-Initiative)» war eine Volksinitiative, die von der Allianz gegen Waffenexporte in Bürgerkriegsländer im Dezember 2018 lanciert wurde. Die Unterschriftensammlung lief bis zum 11. Juni 2020. Die Initiative wollte die Grundsätze der Waffenexportpolitik auf Verfassungsebene regeln. So sollten Waffenexporte in Länder, die in Konflikte oder Menschenrechtsverletzungen verwickelt sind, eingeschränkt werden. Diese Bestimmungen werden derzeit durch den Bundesrat auf Verordnungsebene geregelt. Nach der Volksinitiative «Für ein Verbot von Kriegsmaterial-Exporten» erlaubte er Exporte von Waffen, sofern diese nicht für schwerwiegende Menschenrechtsverletzungen eingesetzt werden. Im Sommer 2018 sah er aufgrund breiter Kritik von einer weiteren Lockerung ab. Die Initiative wurde von mehreren Parteien (BDP, GLP, SP, GPS) als auch zahlreiche Nichtregierungsorganisationen unterstützt.
Von den insgesamt 126'597 eingereichten Unterschriften waren 126'355 gültig. Der Bundesrat unterbreitete daraufhin im März 2021 dem Parlament einen indirekten Gegenentwurf. Damit wird das Anliegen der Initiative nicht auf Verfassungsebene geregelt, aber auf Gesetzesstufe aufgenommen (Änderung des Kriegsmaterialgesetzes). Der Entwurf des Bundesrates enthielt allerdings noch eine Ausnahmeklausel, die dem Bundesrat die Zuständigkeit übertragen wollte, im Falle ausserordentlicher Umstände von den gesetzlichen Bewilligungskriterien abweichen zu können. National- und Ständerat haben diese Klausel aber gestrichen, womit die Forderungen der Volksinitiative weitgehend erfüllt sind. Das Initiativkomitee hat darauf die Volksinitiative am 7. Oktober 2021 bedingt zurückgezogen. Der Rückzug wurde wirksam, nachdem die Referendumsfrist gegen den indirekten Gegenentwurf am 20. Januar 2022 unbenützt abgelaufen war. Der indirekte Gegenvorschlag ist am 1. Mai 2022 in Kraft getreten.
Eine am 11. Mai 2023 eingereichte Motion will nun erreichen, dass das Kriegsmaterialgesetz wieder gelockert wird, was vom Ständerat am 28. September 2023 bereits angenommen wurde. Der Nationalrat hat am 18. Dezember 2023 der Motion ebenfalls zugestimmt. Die Gruppe für eine Schweiz ohne Armee (GSoA) hat erklärt, dass sie ein fakultatives Referendum in Betracht zieht. Die Vernehmlassung zu dem vom Bundesrat ausgearbeiteten Vorentwurf zur Umsetzung der Motion fand vom 15. Mai bis 4. September 2024 statt. Der Bundesrat hat dem Parlament am 12. Februar 2025 seine Botschaft mit Gesetzesentwurf unterbreitet.

## Initiativtext
2 Er [der Bund] erlässt in der Form eines Bundesgesetzes Vorschriften über die Herstellung, die Beschaffung und den Vertrieb sowie über die Ein-, Aus- und Durchfuhr von Kriegsmaterial.
3 Auslandsgeschäfte mit Kriegsmaterial sind insbesondere verboten, wenn:
a. das Bestimmungsland in einen internen oder internationalen bewaffneten Konflikt verwickelt ist; das Gesetz kann Ausnahmen vorsehen, namentlich für:
1. demokratische Länder, die über ein Exportkontrollregime verfügen, das mit demjenigen der Schweiz vergleichbar ist,
2. Länder, die ausschliesslich im Rahmen einer Resolution des Sicherheitsrats der Organisation der Vereinten Nationen in solche Konflikte verwickelt sind;
b. das Bestimmungsland Menschenrechte systematisch und schwerwiegend verletzt;
c. im Bestimmungsland ein hohes Risiko besteht, dass das Kriegsmaterial gegen die Zivilbevölkerung eingesetzt wird; oder
d. im Bestimmungsland ein hohes Risiko besteht, dass das Kriegsmaterial an einen unerwünschten Endempfänger weitergegeben wird.
4 Abweichend von Absatz 3 kann das Gesetz Ausnahmen vorsehen für Geräte zur humanitären Entminung sowie für einzelne Hand- und Faustfeuerwaffen mit dazu-gehöriger Munition, sofern die Waffen ausschliesslich privaten oder sportlichen Zwecken dienen.
Art. 197 Ziff. 122
12. Übergangsbestimmung zu Art. 107 Abs. 2–4 (Waffen und Kriegsmaterial)

## Indirekter Gegenentwurf

### Wortlaut
Das Kriegsmaterialgesetz vom 13. Dezember 1996 wird wie folgt geändert:
Ingress
gestützt auf die Artikel 54 Absatz 1, 107 Absatz 2 und 123 der Bundesverfassung
Art. 22a Bewilligungskriterien für Auslandsgeschäfte
1 Bei der Beurteilung eines Gesuchs um die Bewilligung von Auslandsgeschäften nach Artikel 22 und von Abschlüssen von Verträgen nach Artikel 20 sind zu berücksichtigen:
a. die Aufrechterhaltung des Friedens, der internationalen Sicherheit und der regionalen Stabilität;
b. die Situation im Innern des Bestimmungslandes; namentlich sind zu berücksichtigen die Respektierung der Menschenrechte und der Verzicht auf Kindersoldaten;
c. die Bestrebungen der Schweiz im Bereich der Entwicklungszusammenarbeit; namentlich ist der mögliche Umstand zu berücksichtigen, dass das Bestimmungsland auf der jeweils geltenden Liste der Entwicklungshilfeempfänger des Entwicklungsausschusses der Organisation für wirtschaftliche Zusammenarbeit und Entwicklung (OECD-DAC-Liste) unter den am wenigsten entwickelten Ländern aufgeführt ist;
d. das Verhalten des Bestimmungslandes gegenüber der Staatengemeinschaft, namentlich hinsichtlich der Einhaltung des Völkerrechts;
e. die Haltung der Länder, die sich zusammen mit der Schweiz an internationalen Exportkontrollregimes beteiligen.
2 Auslandsgeschäfte nach Artikel 22 und Abschlüsse von Verträgen nach Artikel 20 werden nicht bewilligt, wenn:
a. das Bestimmungsland in einen internen oder internationalen bewaffneten Konflikt verwickelt ist;
b. das Bestimmungsland Menschenrechte schwerwiegend und systematisch verletzt;
c. im Bestimmungsland ein hohes Risiko besteht, dass das auszuführende Kriegsmaterial gegen die Zivilbevölkerung eingesetzt wird; oder
d. im Bestimmungsland ein hohes Risiko besteht, dass das auszuführende Kriegsmaterial an einen unerwünschten Endempfänger weitergegeben wird.
3 Abweichend von den Absätzen 1 und 2 kann eine Bewilligung erteilt werden für einzelne Hand- und Faustfeuerwaffen jeglichen Kalibers mit der dazugehörigen Munition, sofern die Waffen zur ausschliesslichen Verwendung für private oder sportliche Zwecke bestimmt sind.
4 Abweichend von Absatz 2 kann eine Bewilligung für Auslandsgeschäfte für Einsätze zugunsten des Friedens erteilt werden, die auf der Grundlage eines Mandats der Vereinten Nationen, der Organisation für Sicherheit und Zusammenarbeit in Europa oder einer supranationalen Organisation, deren Ziel die Friedensförderung ist, durchgeführt werden.
II
1 Dieses Gesetz untersteht dem fakultativen Referendum.
2 Es ist der indirekte Gegenvorschlag zur Volksinitiative vom 24. Juni 2019 «Gegen Waffenexporte in Bürgerkriegsländer (Korrektur-Initiative)».
Der indirekte Gegenvorschlag ist am 1. Mai 2022 in Kraft getreten.